# Wind it up (Rewound)
Wind it up (Rewound) is de zesde single van de Britse band The Prodigy die is uitgebracht in maart 1993.
De single kan in Nederland niet het succes van de vorige single evenaren, hij wist niet verder dan de tipparade te komen.
De single was een andere versie dan diegene die als "Wind it up" op het album Experience stond.
De B-kant "We are the Ruffest" bevat een versnelde banjoriff.
De Amerikaanse versie onder het label Elektra is nooit opnieuw uitgebracht, is daardoor vrij zeldzaam en een gewild zoekobject. Deze versie bevat vier exclusieve remixes die nooit op andere media uitgebracht zijn.
De clip laat de band wederom, net als de clip van Everybody in the Place, op tournee in Amerika zien. Deze keer niet aan de oost- maar aan de westkust. De band geeft een concert op het strand.
Na deze single wilde Liam Howlett een nieuwe muzikale weg inslaan. Dit resulteerde in de single One Love.

## Tracks

### XL

#### 7" vinyl
A. Wind It Up (Rewound) (6:15)
B. We are the Ruffest (5:30)

#### 12" vinyl
1. Wind It Up (Rewound) (6:15)
2. We are the Ruffest (5:30)
3. Weather Experience (8:05)

#### Cd-single
1. Wind It Up (The Rewound Edit) (3:29)
2. We are the Ruffest (5:30)
3. Weather Experience (Top Buzz Remix) (6:45)
4. Wind It Up (Rewound) (6:15)

### Elektra cd-single
1. Wind It Up (The Rewound Edit) (3:29)
2. Wind It Up (Tightly Wound) (6:03)
3. Wind It Up (Forward Wind) (5:57)
4. Wind It Up (Unwind) (5:38)
5. We are the Ruffest (5:30)
6. Weather Experience (Top Buzz Remix) (6:45)
7. Wind It Up (Bonus Beats) (1:57)

Tracks 2, 3, 4 en 7 zijn geremixt door Tony Garcia en Guido Osorio.